# Front national algérien
Pour les articles homonymes, voir FNA.
Pour les autres articles nationaux ou selon les autres juridictions, voir Front national.
 (janvier 2018).
Si vous disposez d'ouvrages ou d'articles de référence ou si vous connaissez des sites web de qualité traitant du thème abordé ici, merci de compléter l'article en donnant les références utiles à sa vérifiabilité et en les liant à la section « Notes et références ».
Le Front national algérien (en arabe الجبهة الوطنية الجزائرية) est un parti politique algérien de droite, créé dans les années 1990. Il est présidé par Moussa Touati.

## Histoire
Aux élections législatives de 2002, le parti remporte 8 sièges à l'Assemblée populaire nationale (avec 1,6 % des voix), puis 13 sièges aux législatives de 2007 (4,18 %). Lors des législatives de 2012, le parti est en recul avec 2,13 % des voix, remportant ainsi 9 sièges (parmi lesquels trois femmes).
Moussa Touati a représenté son parti lors de l'élection présidentielle de 2009, obtenant 2,31 % des voix.